# لوك سورنسن
لوك سورنسن (بالإنجليزية: Louk Sorensen)‏ مواليد 7 يناير 1985 في شفايبيش هال، ألمانيا، هو لاعب كرة مضرب أيرلندي بدأ مسيرته كمحترف سنة 2003 يلعب باليد اليمنى ويحتل حالياً المرتبة رقم. 217 (12 يناير 2015) في تصنيف رابطة محترفي كرة المضرب. أعلى تصنيف له في الفردي كان المركز الـ 175 في سنة 2014.

## الخط الزمني للفردي
مفتاح
| ف | ن | ن.ن | ر.ن | د# | د.م | ل | أ.أ | ت | غ | ب | ف | ذ | م.خ | ل.ت |

(ف) فاز بالبطولة (ن) وصل النهائي (ن.ن) نصف النهائي (ر.ن) ربع النهائي (د#) الأدوار الأربعة الأولى (د.م) دور المجموعات (ل) شارك في كأس ديفيز (أ.أ) خرج من الأدوار الاولى (ت) خسر التصفيات التأهيلية (غ) غاب عن الحدث أو البطولة (ب) حصل على ميدالية برونزية (ف) حصل على ميدالية فضية (ذ) حصل على ميدالية ذهبية (م.خ) بطولة الماسترز خُفضت إلى مرتبة أقل (ل.ت) البطولة لم تعقد في السنة المعينة.
لتجنب الارتباك وازدواجية الحساب، يتم تحديث هذه المعلومات إما في نهاية البطولة، أو عندما تكون مشاركة اللاعب في البطولة قد انتهت.
| الدورة            | 2008 | 2009 | 2010 | 2011 | 2012 | 2013 | 2014 | 2015 |
| ----------------- | ---- | ---- | ---- | ---- | ---- | ---- | ---- | ---- |
| أستراليا المفتوحة | غ    | ت2   | د2   | غ    | غ    | غ    | غ    | ت1   |
| فرنسا المفتوحة    | غ    | غ    | ت1   | غ    | غ    | غ    | غ    |      |
| ويمبلدون          | ت2   | غ    | غ    | غ    | غ    | غ    | ت1   |      |
| أمريكا المفتوحة   | غ    | غ    | غ    | د1   | غ    | غ    | ت1   |      |

## روابط خارجية
- لوك سورنسن على موقع رابطة محترفي التنس (الإنجليزية)
- لوك سورنسن على موقع الاتحاد الدولي لكرة المضرب (الإنجليزية)
- لوك سورنسن على موقع كأس ديفيز (الإنجليزية)
- لوك سورنسن على موقع خلاصة التنس.كوم (الإنجليزية)
- لوك سورنسن على موقع إي إس بي إن.كوم (الإنجليزية)